# Amazonepeira masaka
Amazonepeira masaka är en spindelart som beskrevs av Levi 1994. Amazonepeira masaka ingår i släktet Amazonepeira och familjen hjulspindlar. Inga underarter finns listade i Catalogue of Life.